# Лаура Смет
Лаура Смет (фр. Laura Smet; нар. 15 листопада 1983, Париж, Франція) — французька акторка та співачка.

## Біографія та кар'єра
Лаура Смет народилася 15 листопада 1983 року у сім'ї французької акторки Наталі Бай та співака Джонні Голлідея. Батьки розлучилися через три роки після її народження, і Лауру виховувала мати. Закінчивши школу, у 16 років Лаура Смет вибрала акторську професію і відвідувала заняття актора Реймона Аквавіви. Влітку 2002 року Смет брала участь у роботі творчої майстерні кінематографістів-початківців. Тут їй поталанило грати в одному фільмі з Крістін Скотт Томас. Свою першу роль Смет отримала у Ксав'є Джаннолі. У 2003 році Смет виконала головну роль хворої на рак Шарлоти у драмі Джаннолі «Пристрасні тіла». Критика добре оцінила цю роль, і у 2004 році Смет була номінована на французьку премію «Сезар» як найперспективніша акторка, а також отримала приз Ромі Шнайдер — французьку кінопремію для молодих акторів.
Після успіху її першого фільму Лаура Смет у 2003 році знялася у фільмі Фредеріка Фонтейна «Дружина Жиля» у провідній ролі другого плану — молодшої сестри героїні Еммануель Дево. Роком пізніше Смет зіграла у фільмі Клода Шаброля «Подруга нареченої», що забезпечило акторці міжнародну популярність. У трилері її партнером став Бенуа Мажимель, від героя якого Сента у виконанні Смет на доказ любові вимагає здіснити вбивство.
У особистому житті Лауру Смет, велику шанувальницю Джини Роулендс та Наомі Воттс, пов'язують стосунки з письменником Фредеріком Бегбедером, старшим майже на 18 років. Агентом Лаури Смет є її хрещений батько, продюсер та актор Домінік Беснеар, що працює з Наталі Бай, Анук Еме, Евою Грін та Софі Марсо.

## Фільмографія (вибіркова)
| Рік  | Українська назва           | Оригінальна назва       | Роль                   | Примітки     |
| ---- | -------------------------- | ----------------------- | ---------------------- | ------------ |
| 2003 | Пристрасні тіла            | Les corps impatients    | Шарлотта               |              |
| 2004 | Дружина Жиля               | La femme de Gilles      | Вікторін               |              |
| 2004 | Подруга нареченої          | La demoiselle d'honneur | Стефані «Сента» Беланж |              |
| 2006 | Літній пасажир             | Le passager de l'été    | Жанна                  |              |
| 2007 | Убивчий ультрафіолет       | UV                      | Жулі                   |              |
| 2007 | Холодна кров               | Sang froid              | Софія                  | телевізійний |
| 2007 | У напрямку до нуля         | L'heure zéro            | Кароліна Невіль        |              |
| 2008 | Межа світанку              | La frontière de l'aube  | Кароль                 |              |
| 2009 | Люди, що йдуть             | Des gens qui passent    | Марі                   | телевізійний |
| 2010 | Той, що не викликає підозр | Insoupçonnable          | Ліз                    |              |
| 2010 | Полин і Франсуа            | Pauline et François     | Полін                  |              |
| 2013 | Ів Сен-Лоран               | Yves Saint Laurent      | Лулу де ля Фалез       |              |
| 2014 | 96 годин                   | 96 heures               | Камілла Кансель        |              |
| 2014 | Едем                       | Eden                    | Марго                  |              |
| 2014 | Тримайся прямо             | Tiens-toi droite        | Лілі                   |              |
| 2017 | Берегині                   | Les gardiennes          | Соланж                 |              |

## Визнання
| Рік               | Категорія                      | Фільм                   | Результат |
| ----------------- | ------------------------------ | ----------------------- | --------- |
| Премія «Сезар»    |                                |                         |           |
| 2004              | Найперспективніша акторка      | Пристрасні тіла         | Перемога  |
| Приз Ромі Шнайдер |                                |                         |           |
| 2004              | Найкраща молода акторка        | Найкраща молода акторка | Перемога  |
| Золота зірка кіно |                                |                         |           |
| 2004              | Найкращий дебют у жіночій ролі | Пристрасні тіла         | Перемога  |